# Váradi Károly (pedagógus)
Kövendi Váradi Károly (Kolozsvár, 1841. november 5. – Kolozsvár, 1886. augusztus 20.) pedagógus, tanfelügyelő, városi bizottsági tag, egyházi tanácsos.

## Élete
Váradi János ügyvéd és Forrai Anna fia. Az unitáriusok kolozsvári főiskolájában a gimnaziális tanfolyamot 1860-ban elvégezvén, a teológiai szakra iratkozott be; közben 1861-65-ben a Torma, Betegh és Weér nagybirtokos családoknál nevelősködött. 1865-ben külföldre ment, ahol több tanfolyamot hallgatott végig a göttingeni és jenai egyetemeken. 1866-ban hazajött és a tordai unitárius középiskola vezetésével bízták meg. Megnyílván a kolozsvári egyetem, annak hallgatója lett. 1870. augusztus 26-án a kolozsvári polgári iskola tanára, pár hónap múlva igazgatója lett. Ő lett igazgatója az ipariskoláknak és a felsőbb kereskedelmi iskolának is. Jegyzője volt a kolozsvári iskolaszéknek és tagja a városi képviselőtestületnek. 1881-ben a közoktatási kormány környezete kinevezte kolozsmegyei tanfelügyelőnek. Tagja volt az országos tanítói gyűléseknek és a tanítógyűlés előkészítő bizottságának. 1886. július 25-én Kozma Józseffel, nőképző igazgatóval Kolozsvárt vívott párbajban kapott sebesülés következtében 1886. augusztus 20-án délután 1/2 4 órakor, élete 45., házassága 19. évében meghalt. Örök nyugalomra helyezték 1886. augusztus 22-én délután. Neje Sófalvi Miklós Ida volt.
Munkatársa volt a Keresztény Magvetőnek (1867-68., 1871-73., 1886); cikkei a Család és Iskolában (1877. A polgári iskolákról; ezen lap megalapítása és szerkesztése szoros kapcsolatban áll írói munkásságával; mert itt jelentek meg nevelésügyi cikkei majdnem mind, 1887. Úti- és naplójegyzeteiből); a Magyar Polgárban (1881. 244. sz. Sámi László emlékezete) sat.